# ميلدريد ألين (مغنية)
ميلدريد ألين (بالإنجليزية: Mildred Allen)‏ هي مغنية ومغنية أوبرا أمريكية، ولدت في 1932.